# Бальке, Эрика
Э́рика Бальке́ (нем. Erica Balqué; 10 февраля 1912, Лейпциг — 24 марта 2003, Берлин) — немецкая актриса и режиссёр.

## Биография
Эрика Бальке — дочь актёра лейпцигского театра Райнхольда Бальке и его супруги Элизабет. В феврале 1934 года Эрика вышла замуж за актёра и режиссёра Хельмута Койтнера, с которым познакомилась на гастролях его кабаре Die vier Nachrichter в Лейпциге. В 1938 году была принята в труппу лейпцигского театра. Первую роль в кино Эрика Бальке сыграла в 1937 году в фильме «Стеклянный шар» (нем. Die gläserne Kugel). С конца 40-х годов снималась в фильмах своего супруга. В 1950-е годы Эрика Бальке работала ассистентом своего мужа-режиссёра. В 1961 году попробовала себя в качестве режиссёра в фильме Zu jung für die Liebe?.

## Фильмография
- 1937 — Стеклянный шар / Die gläserne Kugel
- 1939 — Salonwagen E 417
- 1947 — In jenen Tagen
- 1955 — Людвиг II: Блеск и падение короля / Ludwig II — Glanz und Elend eines Königs
- 1955 — Des Teufels General
- 1956 — Ein Mädchen aus Flandern
- 1957 — Помолвка в Цюрихе / Die Zürcher Verlobung (ассистент режиссёра)
- 1957 — Монпти / Monpti (ассистент режиссёра)
- 1962 — Рыжая / Die Rote (ассистент режиссёра)
- 1967 — Verbotenes Land
- 1976 — Margarete in Aix